# Tom Blythe
Thomas Henry "Tom" Blythe (16 tháng 9 năm 1871 – 1944) là một cầu thủ bóng đá người Anh thi đấu ở vị trí tiền đạo tầm xa.